# Liste der Biografien/Marti
Liste der Biografien |
Portal Biografien |
Personensuche
# |
A |
B |
C |
D |
E |
F |
G |
H |
I |
J |
K |
L |
M |
N |
O |
P |
Q |
R |
S |
T |
U |
V |
W |
X |
Y |
Z |
?
 
Ma |
Mb |
Mc |
Md |
Me |
Mf |
Mg |
Mh |
Mi |
Mj |
Mk |
Ml |
Mm |
Mn |
Mo |
Mp |
Mq |
Mr |
Ms |
Mt |
Mu |
Mv |
Mw |
Mx |
My |
Mz
 
Maa |
Mab |
Mac |
Mad |
Mae |
Maf |
Mag |
Mah |
Mai |
Maj |
Mak |
Mal |
Mam |
Man |
Mao |
Map |
Maq |
Mar |
Mas |
Mat |
Mau |
Mav |
Maw |
Max |
May |
Maz
 
Mara |
Marb |
Marc |
Mard |
Mare |
Marf |
Marg |
Marh |
Mari |
Marj |
Mark |
Marl |
Marm |
Marn |
Maro |
Marp |
Marq |
Marr |
Mars |
Mart |
Maru |
Marv |
Marw |
Marx |
Mary |
Marz
 
Marta |
Marte |
Marth |
Marti |
Martj |
Martl |
Martm |
Martn |
Marto |
Martr |
Marts |
Martt |
Martu |
Martw |
Marty |
Martz
 
Martia |
Martic |
Martie |
Martig |
Martik |
Martil |
Martim |
Martin |
Martir |
Martis |
Martit |
Martiu |
Martiv
Die Liste der Biografien führt alle Personen auf, die in der deutschsprachigen Wikipedia einen Artikel haben. Dieses ist eine Teilliste mit 72 Einträgen von Personen, deren Namen mit den Buchstaben „Marti“ beginnt.

## Marti
- Martí Alanís, Joan (1928–2009), spanischer Geistlicher, Bischof von Urgell und damit gleichzeitig Kofürst von Andorra
- Martí de Barcelona († 1936), katalanischer Kapuziner
- Martí i Alsina, Ramon (1826–1894), spanischer Maler
- Martí i Cortada, Miquel Anton († 1864), katalanischer Schriftsteller
- Martí i d’Eixalà, Ramon (1807–1857), katalanischer Jurist, Philosoph und Politiker
- Martí i Pol, Miquel (1929–2003), katalanischer Lyriker
- Martí Llorca, José (1903–1997), spanisch-argentinischer Violinist und Komponist
- Martí Petit, Antoni (1963–2023), andorranischer Politiker
- Martí Totxo, Marc (1531–1617), spanischer Theologe
- Marti, Alina (* 2004), Schweizer Eishockeyspielerin
- Marti, Andreas (* 1949), Schweizer reformierter Theologe, Musikwissenschaftler und Kirchenmusiker
- Marti, Arnold (* 1951), Schweizer Richter und Rechtswissenschafter
- Marti, Beat (* 1972), schweizerisch-deutscher SchauspielerBeat Marti (* 1972)
- Marti, Beata, Sopranistin

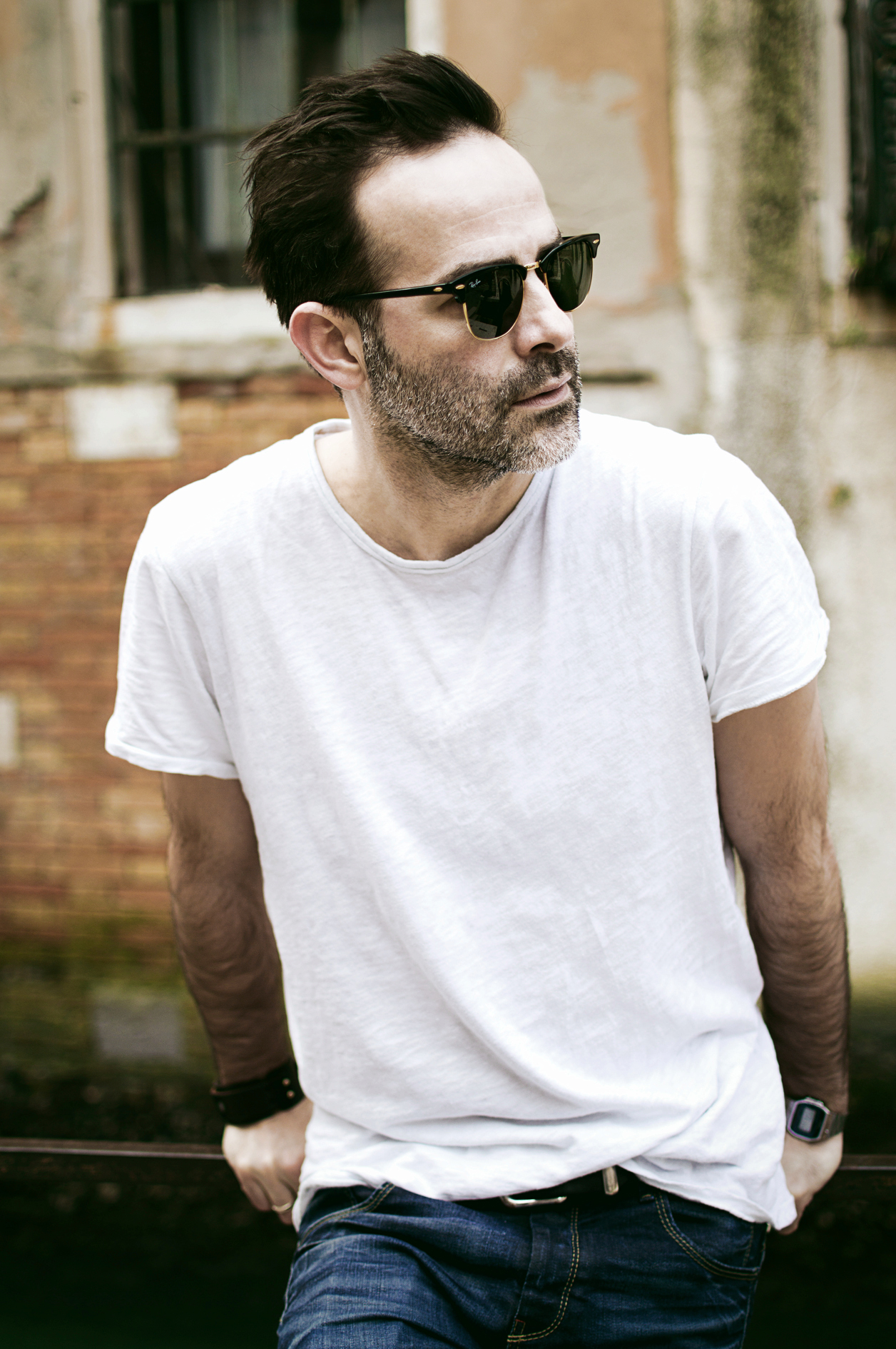
Beat Marti (* 1972)

- Marti, Benita, US-amerikanische Schauspielerin
- Martí, Bernabé (1928–2022), spanischer Opernsänger (Tenor)
- Marti, Cécile (* 1973), Schweizer Komponistin
- Marti, Céline (* 1979), haitianische Skirennläuferin
- Marti, Christian (* 1993), Schweizer EishockeyspielerChristian Marti (* 1993)

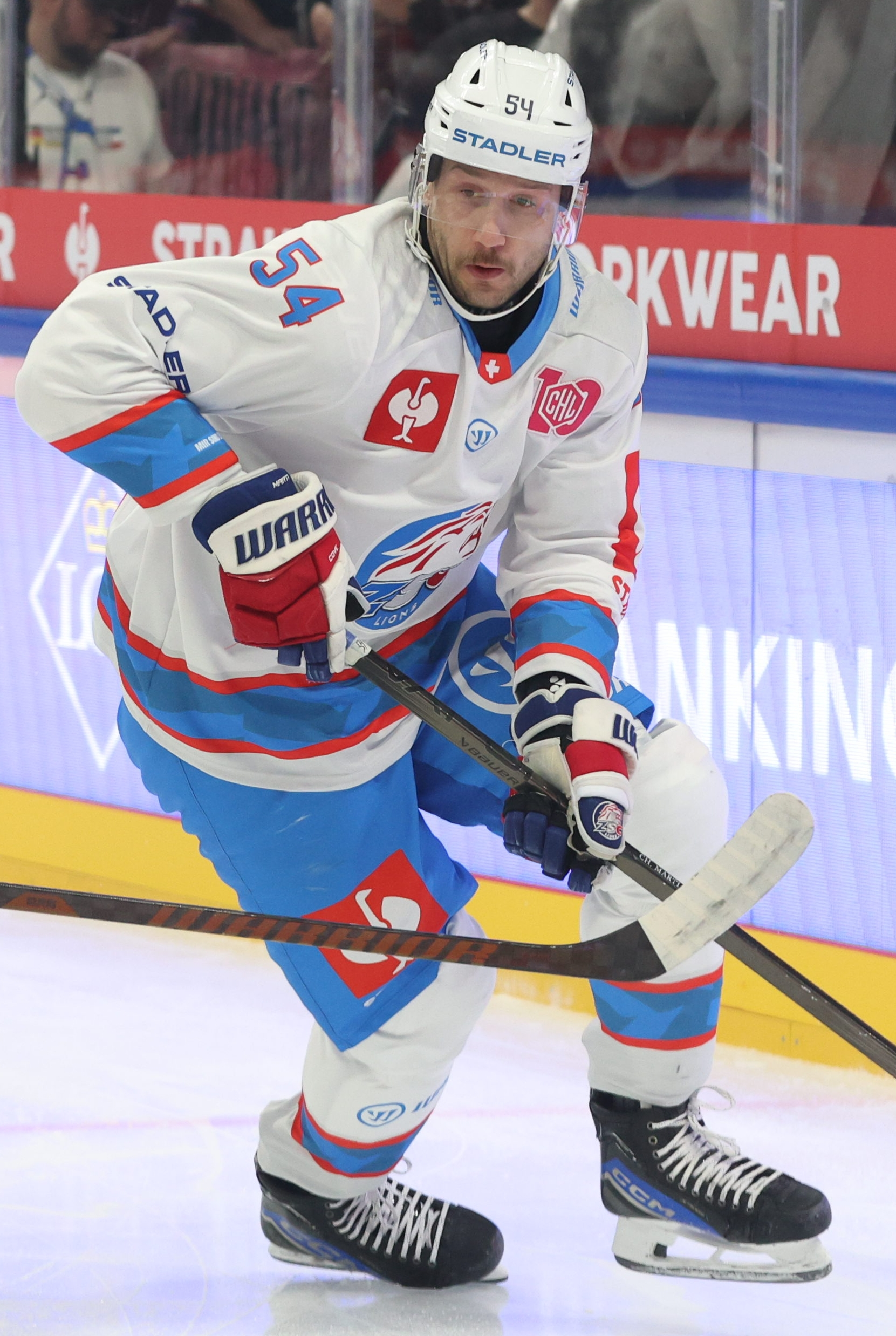
Christian Marti (* 1993)

- Marti, Christoph (* 1965), Schweizer Sänger und Schauspieler
- Martí, Claude (* 1940), französischer Liedermacher, Lyriker und Romancier
- Martí, Cristóbal (1903–1986), spanischer Fußballspieler
- Martí, David (* 1971), spanischer Maskenbildner und Spezialeffektkünstler
- Marti, Delia (* 1986), deutsche Schauspielerin
- Martí, Enriqueta (1868–1913), spanische Prostituierte und Hexenärztin, angebliche Serienmörderin, Kidnapperin und Zuhälterin von Kindern
- Marti, Ernst Otto (1903–1979), Schweizer Schriftsteller
- Marti, Erwin (* 1952), Schweizer Historiker, Germanist, Lehrer und Publizist
- Marti, Fabian (* 1979), Schweizer Künstler
- Martí, Farabundo (1893–1932), salvadorianischer Revolutionär
- Marti, Fritz (1866–1914), Schweizer Journalist, Literaturkritiker und Schriftsteller
- Marti, Giovanni (* 1972), Schweizer Radiomoderator und Journalist, Leiter der Kommunikationsabteilung des FC Zürich
- Martí, Guillem (* 1985), spanischer Fußballspieler
- Marti, Hans (1913–1993), Schweizer Raumplaner
- Marti, Hans (1915–2003), Schweizer Volkskundler, Lokalhistoriker, Fotograf und Autor
- Marti, Hanspeter (* 1947), Schweizer Germanist
- Marti, Heinrich (1930–2016), Schweizer Lehrer und Altphilologe
- Marti, Hugo (1893–1937), Schweizer Germanist, Schriftsteller und Feuilletonredaktor
- Martí, Javier (* 1992), spanischer Tennisspieler
- Martí, José (1853–1895), kubanischer Schriftsteller und Nationalheld
- Martí, José Luis (* 1975), spanischer Fußballspieler
- Martí, Josep Antoni (1719–1763), spanischer Komponist des Barock
- Martí, Juan (1887–1978), spanischer Radrennfahrer
- Marti, Jürg T. (* 1935), Schweizer Mathematiker und Hochschullehrer
- Marti, Karl (1855–1925), Schweizer reformierter Theologe und Hochschullehrer
- Marti, Kurt (1921–2017), Schweizer Pfarrer und SchriftstellerKurt Marti (1921–2017)

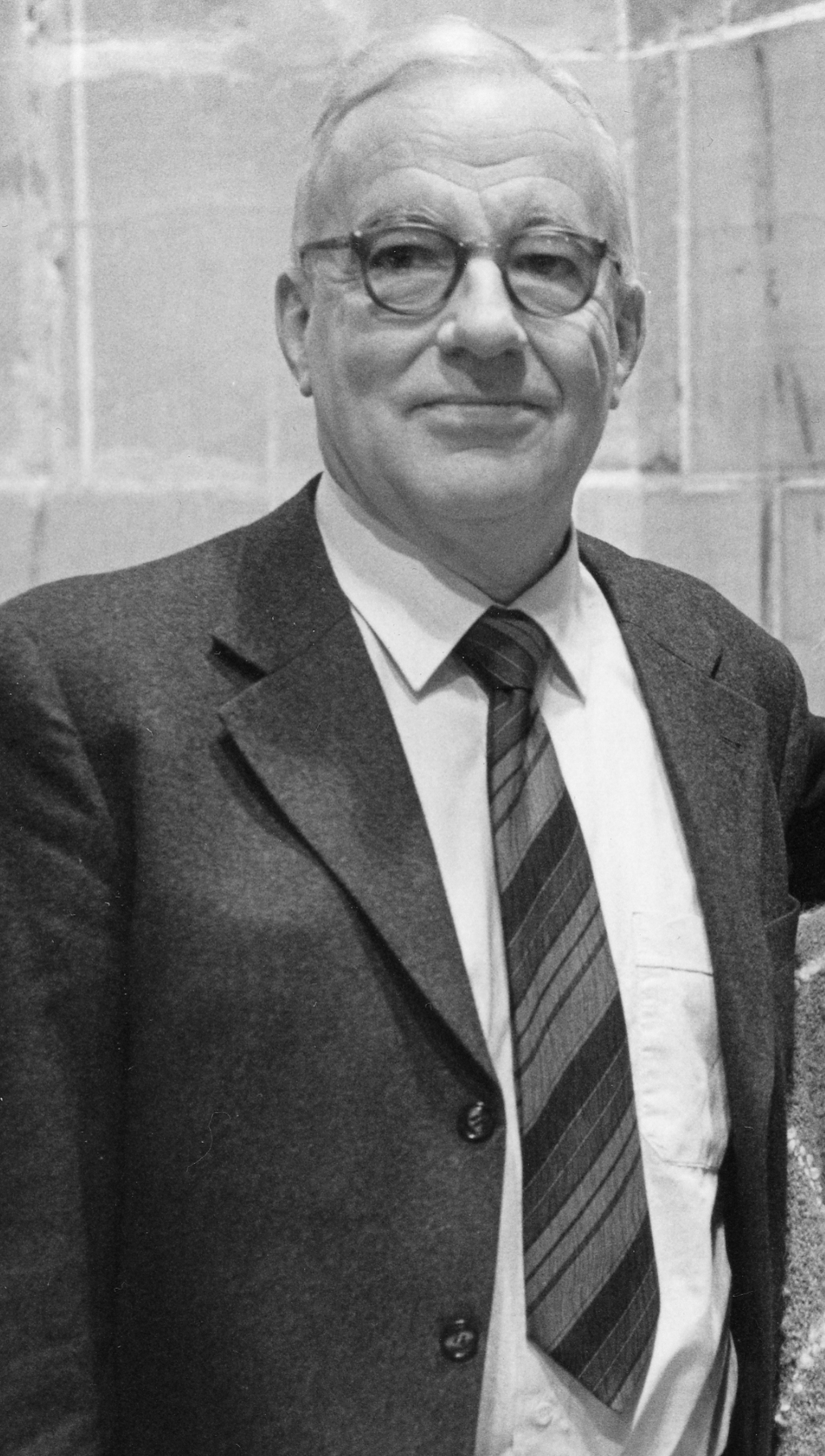
Kurt Marti (1921–2017)

- Marti, Kurt (* 1960), Schweizer Journalist
- Marti, Lana Finn (* 2002), deutsche und schweizerische Synchronsprecherin und Sängerin
- Marti, Lara (* 1999), Schweizer Fußballspielerin
- Marti, Lorenz (1952–2020), Schweizer Journalist und Buchautor
- Martí, Luisito (1945–2010), dominikanischer Musiker, Schauspieler, Filmproduzent und Fernsehmoderator
- Marti, Madeleine (* 1957), Schweizer Autorin, Schreibberaterin und Forscherin
- Martí, Mariano (1720–1792), spanischer Bischof
- Marti, Michael (* 1966), Schweizer Journalist und Digital-Experte
- Marti, Min Li (* 1974), Schweizer Politikerin (SP) und Journalistin
- Marti, Oskar (* 1947), Schweizer Koch, Kochbuchautor und Spezialist für Küchenkräuter
- Marti, Pascal, französischer Kameramann
- Martí, Pau (* 2004), spanischer Radrennfahrer
- Marti, Peter (* 1949), Schweizer Bauingenieur
- Marti, Peter (* 1952), Schweizer Fußballspieler
- Marti, Peter (* 1954), Schweizer Unternehmens- und Marketingberater
- Marti, Robert (* 1953), Schweizer Politiker (SVP, BDP)
- Marti, Rudolf (* 1950), Schweizer Bobsportler
- Marti, Samira (* 1994), Schweizer Politikerin (SP)Samira Marti (* 1994)

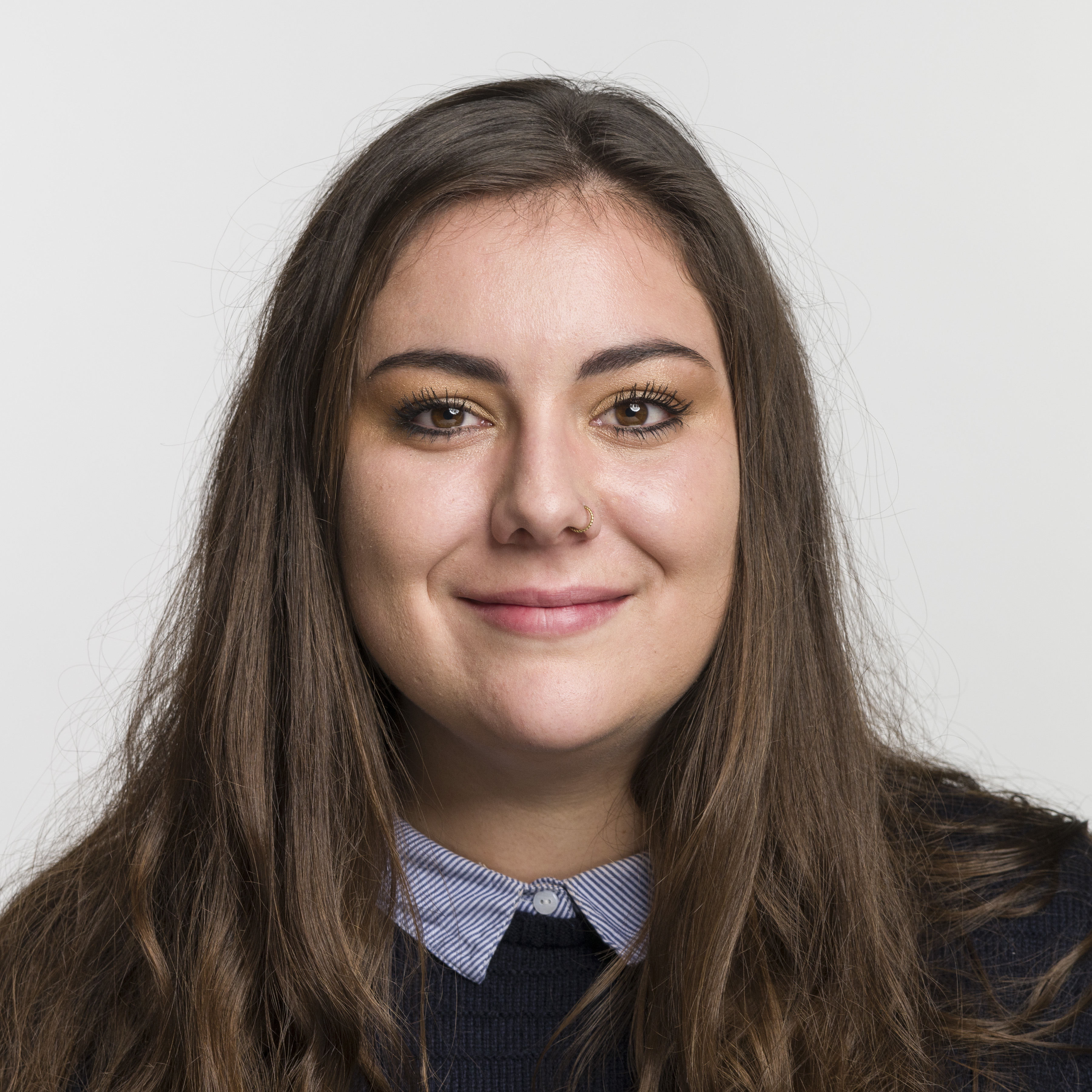
Samira Marti (* 1994)

- Marti, Sandy (* 1992), Schweizer Tennisspielerin
- Marti, Sibylle (* 1980), Schweizer Historikerin und Politikerin (SP)
- Marti, Susan (* 1962), Kunsthistorikerin und Museumskuratorin
- Marti, Urs (* 1967), Schweizer Politiker (FDP) und Unternehmer
- Marti, Ursula (* 1966), Schweizer Politikerin (SP)
- Marti, Walter (1923–1999), Schweizer Dokumentarfilmer
- Marti, Werner (1920–2013), Schweizer Schriftsteller und Mundartforscher
- Marti, Werner (* 1957), Schweizer Politiker
- Marti, Yann (* 1988), schweizerisch-finnischer Tennisspieler